# International Journal of Mathematics
International Journal of Mathematics is een internationaal, aan collegiale toetsing onderworpen wetenschappelijk tijdschrift op het gebied van de wiskunde. De naam wordt in literatuurverwijzingen meestal afgekort tot Int. J. Math. Het wordt uitgegeven door World Scientific en verschijnt 10 keer per jaar. Het eerste nummer verscheen in 1990.